# Збройні сили Китайської Республіки
Збройні сили Китайської Республіки (кит.: 中華民國 軍事) — сукупність військ Китайської Республіки,  яка раніше охоплювала територію континентального Китаю та зараз охоплює залишки юрисдикції які включають острови Тайвань, Пенху, Цзіньмень, Мацзу, та інші менші острови під контролем республіканських сил, таких як Тайпін у Південнокитайському морі.
Вони складаються з сухопутних військ, військово-морських сил (включаючи морську піхоту), повітряні сили та військову поліцію. Військові перебувають під цивільним контролем Міністерства національної оборони, агенція на рівні кабінету міністрів, яку контролює Законодавчий юань. Вони раніше називалися Національно-революційною армією (НРА) перед перейменуванням на збройні сили Республіки Китай в 1947 внаслідок виконання новооприлюдненої Конституції Республіки Китай. Вони також історично згадувалися як Національні збройні сили Китаю (НЗСК)  перед створенням Китайської Народної Республіки та території континентального Китаю та поступової втрати міжнародного визнання у 1970-х роках від Організації Об'єднаних Націй та багатьох країн, як наприклад Сполучених Штатів Америки.
До 1970-х років та до закінчення воєнного стану, Основна місія військових полягала в тому, щоб РК зрештою відбила материковий Китай від комуністично-контольованої Китайської Народної Республіки (КНР) через такі кампанії, як Проект Національна слава. Поточна головна місія військових – захист островів, які залишаються під контролем РК, від можливого військового вторгнення з боку Народно-визвольної армії Китаю КНР, яке розглядається як головна загроза для РК у триваючій суперечці про неоднозначний політичний статус Тайваню починаючи з Громадянської війни в Китаї та капітуляції Японії.

## Історія

### Походження та націоналізація

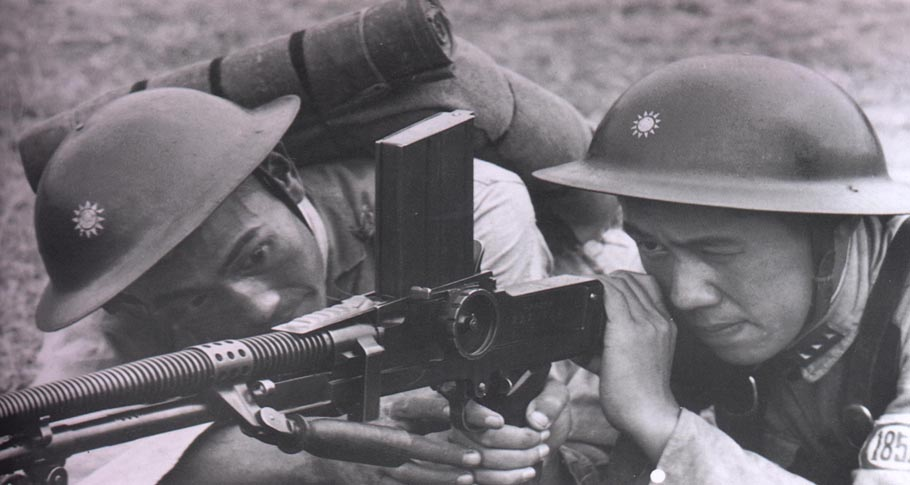
Солдати 185-ї піхотної дивізії під час Другої світової війни

Найбільш раннє використання назви «Збройні сили Республіки Китай (中華民國國軍)" можна знайти в першій Конституції Республіки Китай в уряді Нанкіна в 1947 році.
Армія Республіки Китай була відома як «Національна революційна армія», яка була заснована на материковому Китаї в 1925 році. Національна революційна армія була військовим підрозділом Гоміндану (Націоналістична партія - ГМД) з 1925 по 1947 рік у Китайській Республіці. Вона також стала регулярною армією під час початку періоду правління партії Гоміньдан, починаючи з 1928 року.
Проте з оприлюдненням другої Конституції Республіки Китай у 1947 році та формальним закінченням партії-держави Гоміндану, Національна революційна армія була перейменована на Збройні сили Республіки Китай (中華民國國軍), тоді як основну частину її сил формувала армія Республіки Китай. Збройні сили були націоналізовані й, таким чином, більше не належали до Гоміндану. Збройні сили РК перемістилися на острів Тайвань після завершення другої фази Громадянської війни в Китаї в 1949 році.

### Сухопутні війська

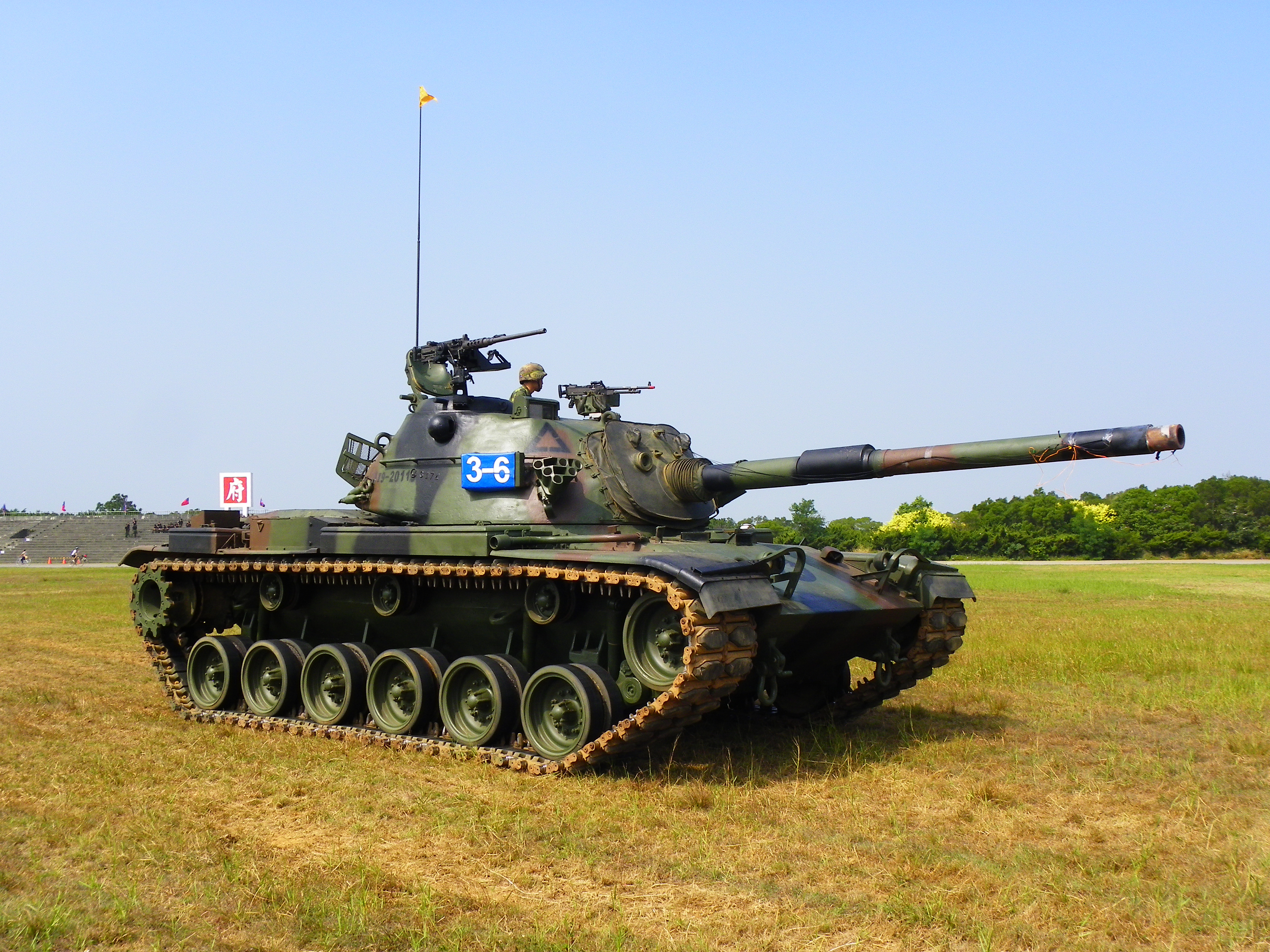
CM-11 на військовій базі Хукоу, Хсінчу

Сухопутні війська були створені в 1924 році. Це можна простежити до заснування військової академії Вампу у Кантоні одним з лідерів реполюції  1911 року Сунь Ятсеном і побудованих як Національна революційна армія, військова частина Гоміндану. Військова академія Вампу була переміщена в Район Фоншань, Місто Гаосюн, Тайвань після 1949 року. Вона була відновлена, як Військова академія Китайської Республіки (中華民國陸軍軍官學校).

### Військово-морські сили

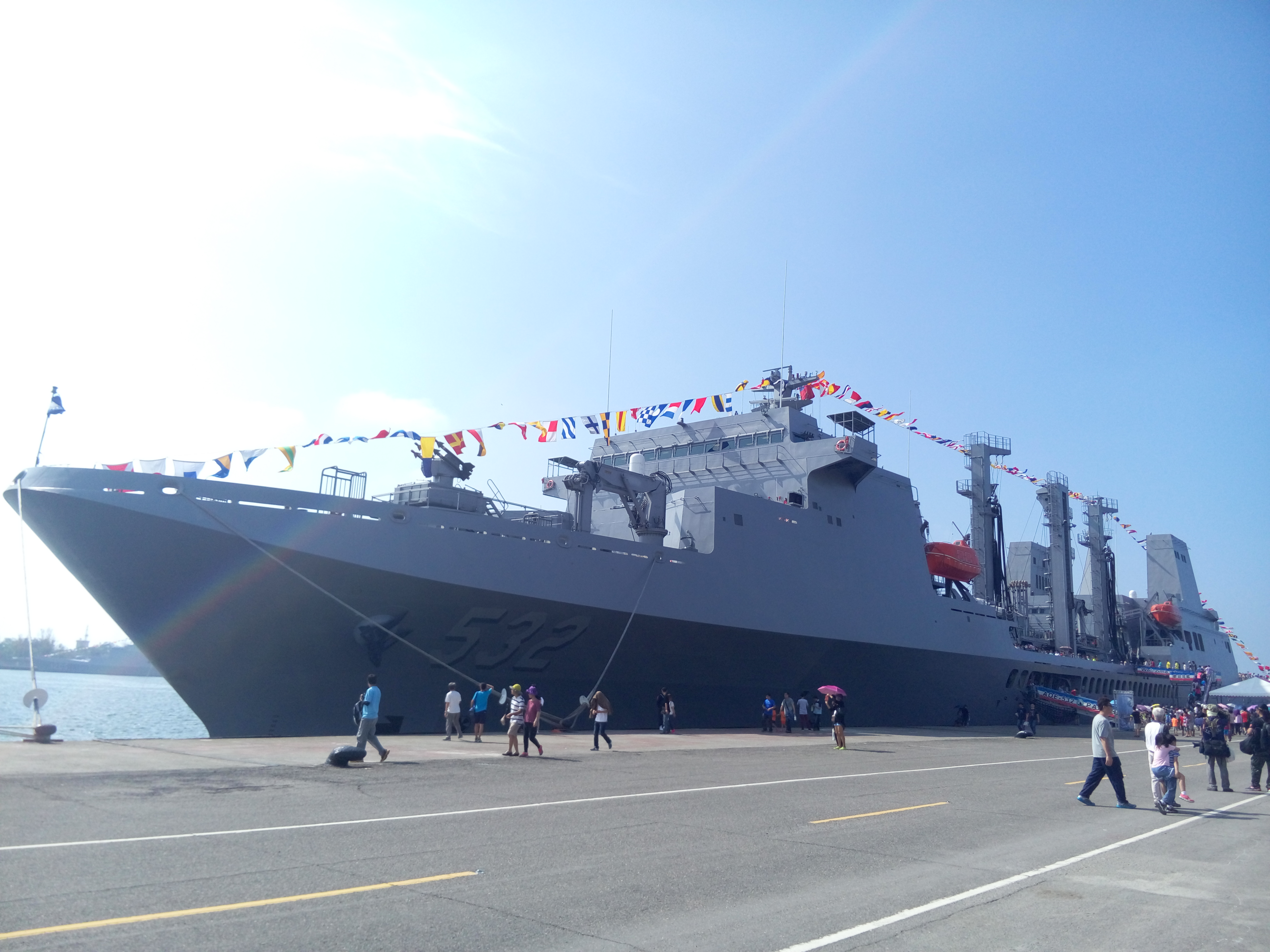
Швидкий корабель підтримки типу Паншіх

Військово-морський флот династії Цін вперше піддався впливу Заходу. Зі створенням Китайської республіки в 1912 році багато колишніх військово-морських офіцерів Цин погодилися з революційним ідеалом Сіньхая і приєдналися до ВМС РК. Однак, оскільки воєначальники продовжували вражати територію Республіки Китай, розвиток республіканського флоту був дещо повільним. Крім того, під час його розвитку були внутрішні конфлікти. Під час 2-ї японо-китайської війни більша частина військово-морського флоту РК була знищена Імперським флотом Японії. У 1946 році в Шанхаї була заснована Військово-морська академія Республіки Китай; у 1949 році її було перевезено до Тайваню.

### Морська піхота

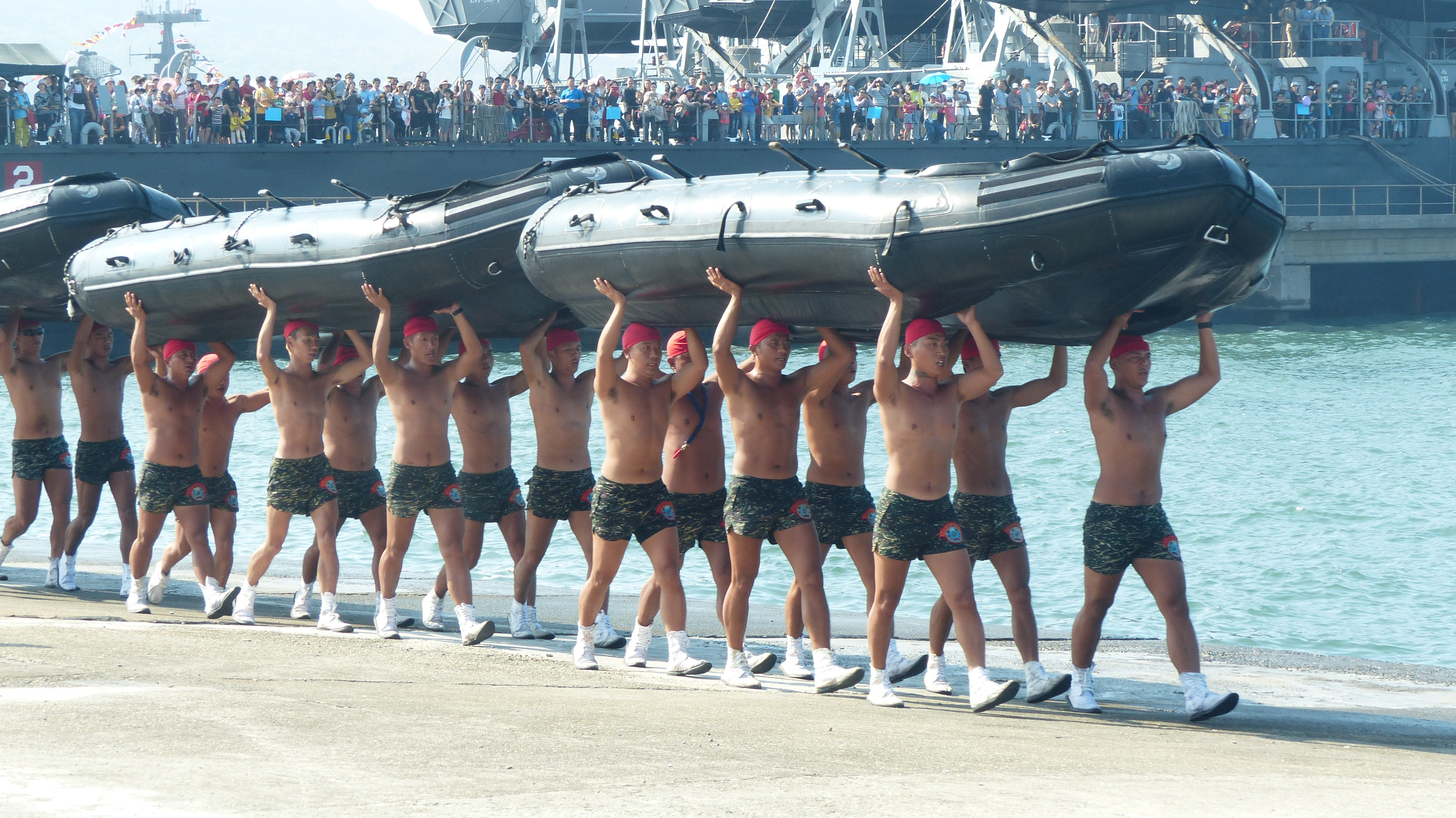
Розвідувально-патрульний амфібійний підрозділ корпусу МП РК

Корпус морської піхоти РК був сформований з колишнього сторожового корпусу військово-морського флоту в грудні 1914 року. Раніше він мав дві дивізії, 66-ту та 99-ту дивізії, коли її доктрина була зосереджена на відвоюванні материкового Китаю. З моменту переходу до оборонної позиції ROCMC було скорочено з приблизно 38 000 активного персоналу до лише 9 000. У 2004 році МП РК передислокувала бригаду поблизу району Тайбей для захисту від можливого обезголовлюючого удару НВАК. Офіційний девіз Корпусу морської піхоти РК: «永遠忠誠» (Вічна вірність), китайський переклад «Semper Fidelis».

### Повітряні сили

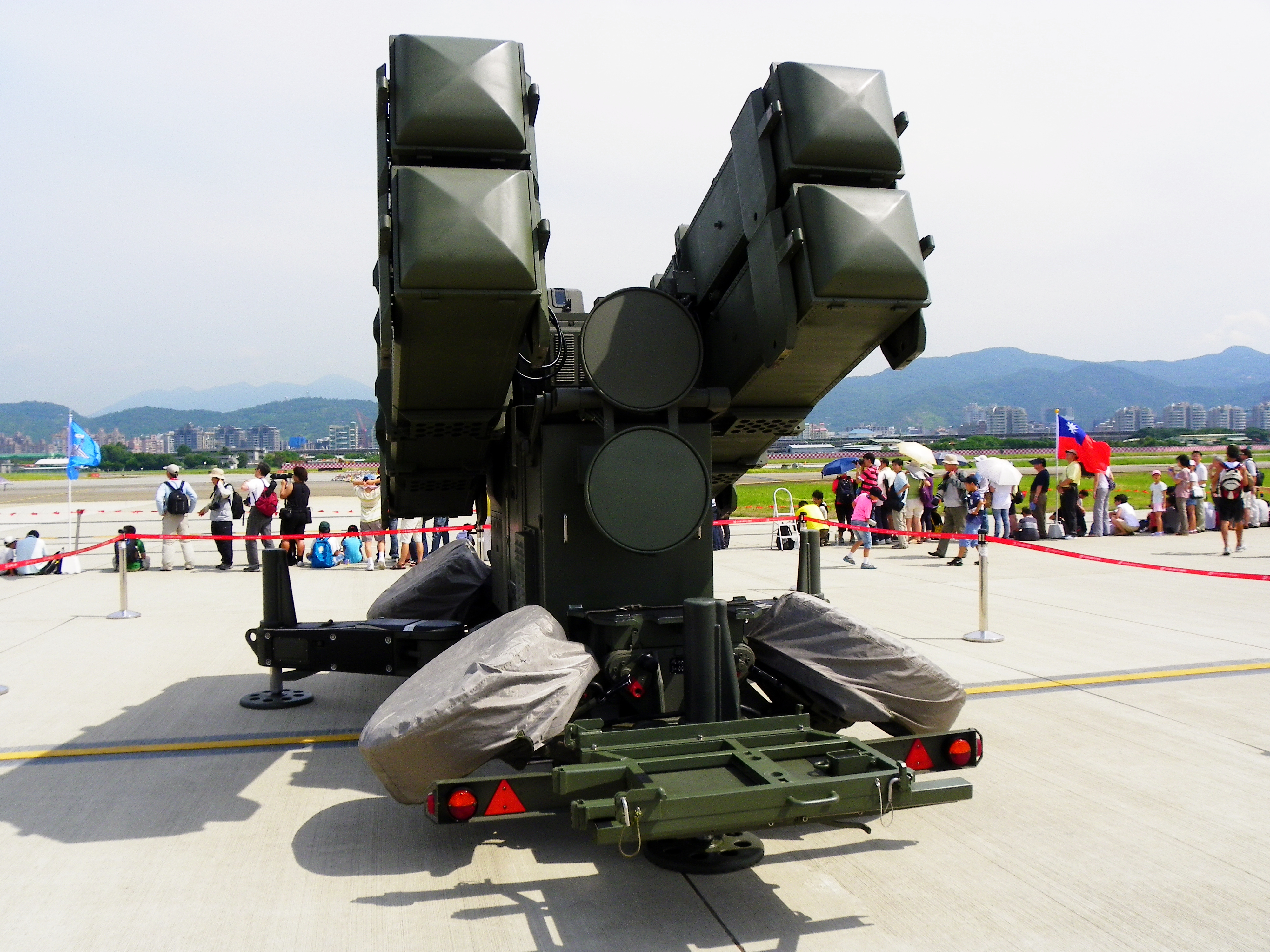
Пускова установка ракет Sparrow системи Skyguard сил ППО повітряних сил РК

У 1920 році Сунь Ятсен заснував Міністерство авіації в Кантоні (провінція Гуандун). Але через поділ південних воєначальників його згодом розібрали. У 1929 році Чан Кайші заснував авіаційний клас у Військовій академії Республіки Китай. Його було переведено до Ханчжоу в 1931 році. Після початку 2-ї японо-китайської війни ПС Республіки Китай відповідали за збиття багатьох винищувачів ПС Японії. Після 1949 року Академія ПС РК була переведена на острів Тайвань.

### Військова поліція

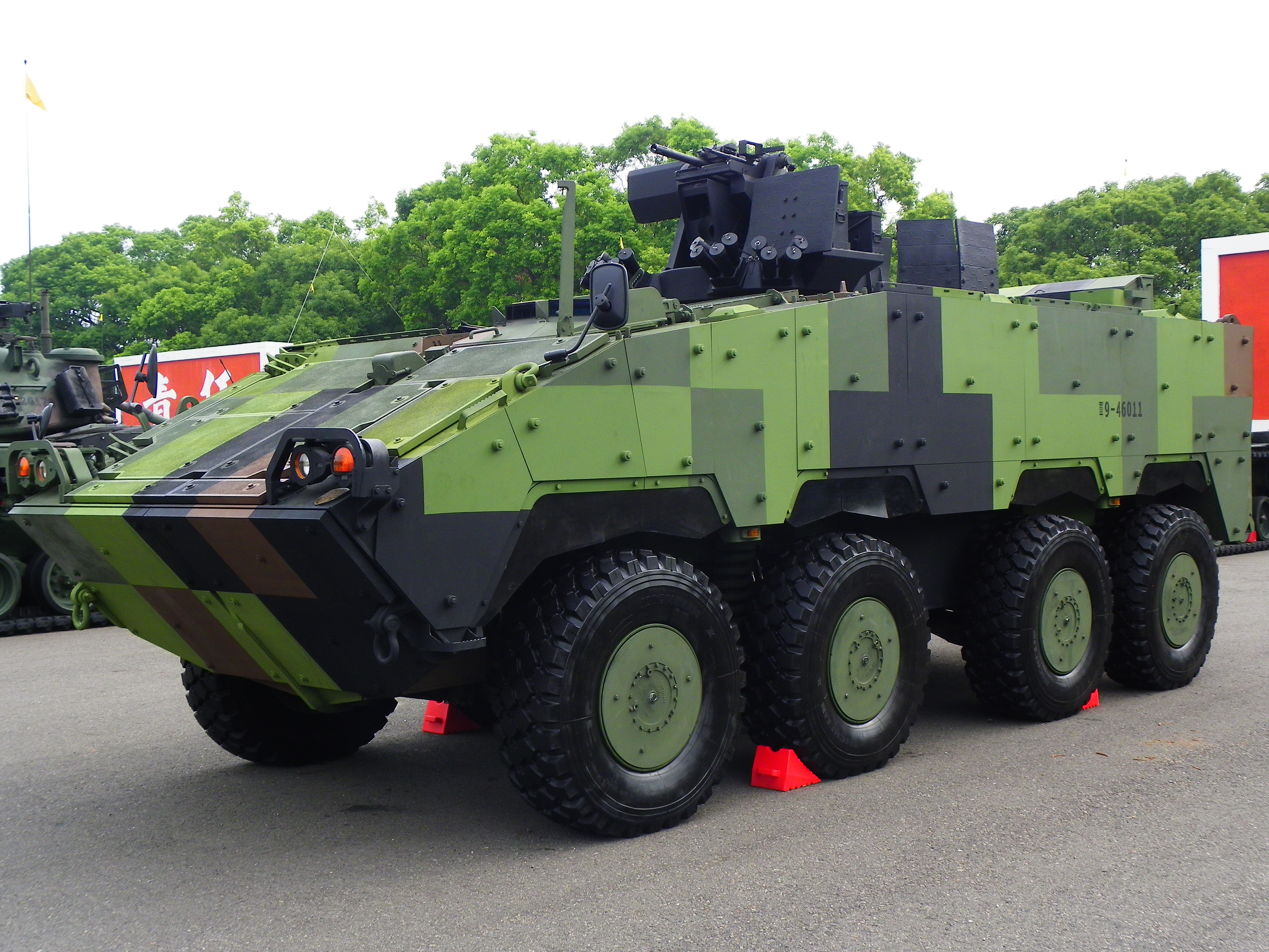
БТР CM-32 Юнпао на виставці

Військова поліція Республіки Китай була створена в 1914 році, коли Сунь Ятсен обійняв посаду тимчасового президента. Він був створений як поліцейська охорона і для підтримки дисципліни в армії. У 1932 році націоналістичний уряд встановив «Командну роботу військової поліції» (憲兵勤務令) і Порядок служби у військовій поліції (憲兵服務章程), які створили систему військової поліції. У 1936 році в Нанкіні була заснована Військова поліцейська академія. Після 1949 року школа переїхала до Тайваню.

### Піднесення КНР
У 21 столітті, коли КНР значно збільшила свої витрати на оборону, Китайська Республіка зареєструвала найнижче зростання витрат на оборону серед основних держав Азійсько-Тихоокеанського регіону.. Ці скорочення відчули, оскільки життєво важливі наземні системи були скорочені, щоб дозволити собі модернізацію застарілих реактивних винищувачів четвертого покоління (потрібних для відповіді на програми винищувачів п’ятого покоління КНР). І навіть модернізацію реактивних винищувачів було скорочено в таких сферах, як високопродуктивні реактивні двигуни. Американо-китайська комісія з огляду економіки та безпеки виявила, що ці скорочення оборони можуть поставити під загрозу військову готовність Тайваню.

## Персонал

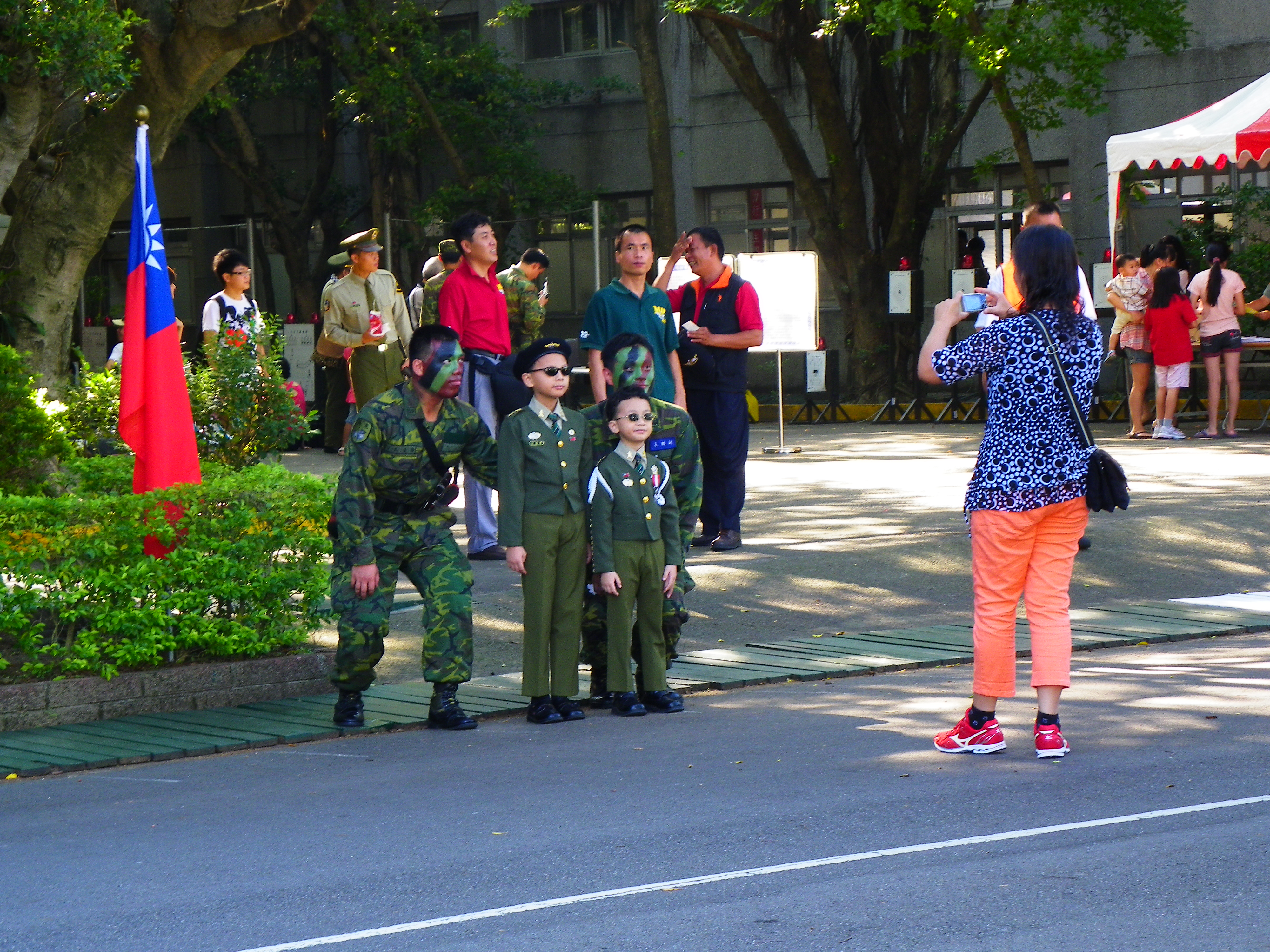
Двоє дітей фотографуються з військовою поліцією РК на базі в Лінькоу

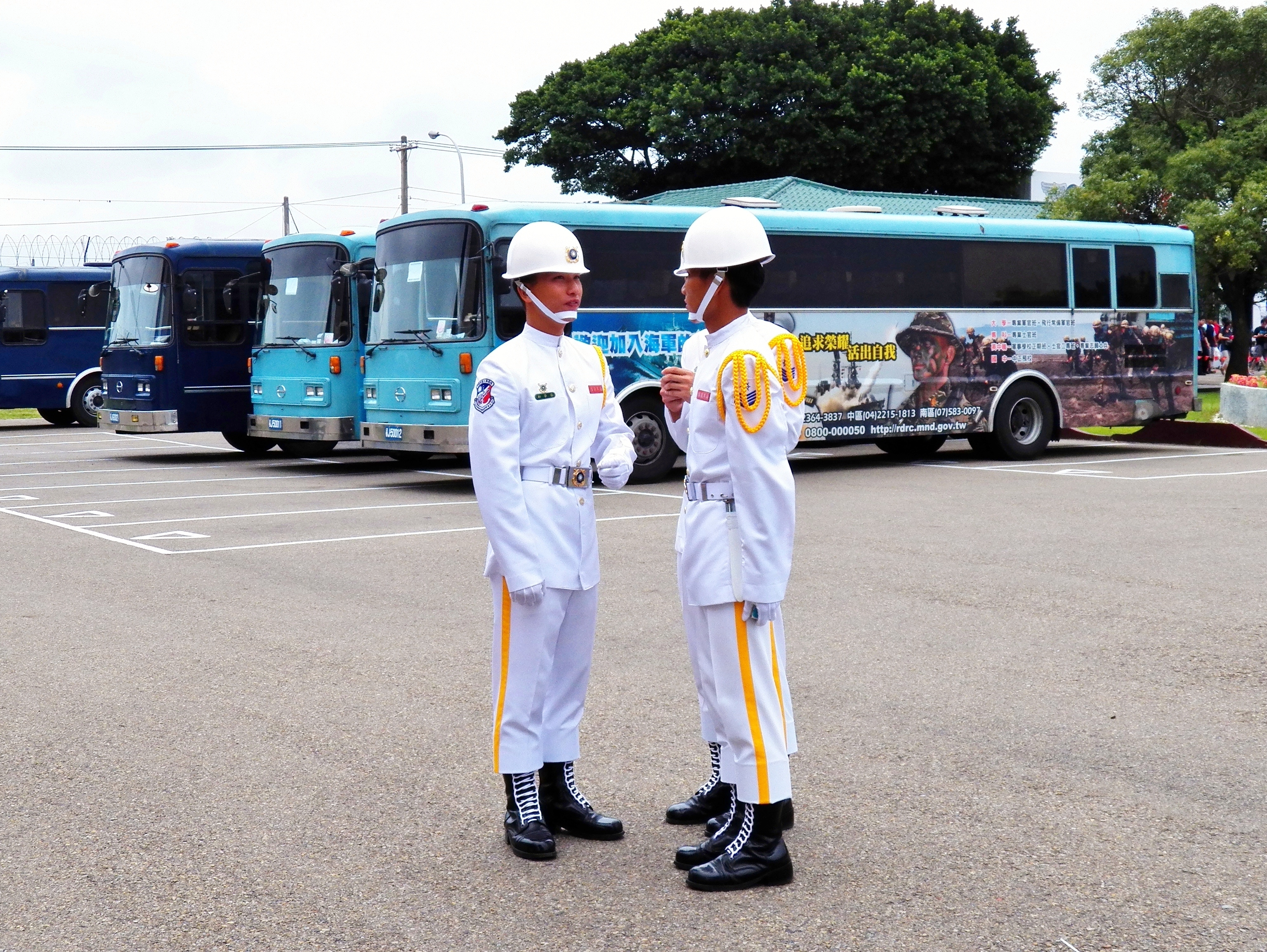
Три військовослужбовці Почесної варти ВМС РК розмовляють на Авіабаза Хсінчю

Через історичну спадщину, щодо колишнього контролю материкового Китаю, армія традиційно була найважливішою з військових сил Республіки Китай, хоча в 1990-х і на початку 2000-х років цей показник зменшився через усвідомлення того, що роль традиційної армії в захисті від вторгнення КНР обмежена. У результаті нещодавні програми модернізації сил призвели до реорганізації армії на менші підрозділи, як мобільні війська швидкого розгортання. З тієї ж причини більше уваги приділяється розвитку ВМС і ПС, щоб відбивати напади в Тайванській протоці, подалі від власне Тайваню.
Офіцерський корпус Збройних Сил Республіки Китай вважається компетентним, демонструючи високий рівень професіоналізму. Однак, загалом, культура в офіцерському корпусі має тенденцію бути дуже обережною та консервативною. Збройні сили також стикаються з труднощами під час найму та утримання молодших офіцерів і сержантів через конкуренцію з приватним сектором. Є, однак, плани зробити це добровольчими збройними силами.
У 2012 році Міністерство національної оборони Республіки Китай оголосило, що тривалість служби була скорочена до 4 місяців з початкового 1 року в грудні 2011 року для тих, хто народився після 1 січня 1994 року, через мету створити повністю добровольчі сили. Відтак усі придатні за станом здоров'я чоловіки, які досягли призовного віку, проходитимуть військову підготовку тривалістю 4 місяці, а не 1 рік, як це було раніше. Ті, хто народився до 1 січня 1994 року і ще не завершили військову службу, мали можливість проходити службу на не бойових посадах протягом одного року.

### Тотальна оборона
З 2021 року підготовку резервних формувань було розширено з акцентом на веденні міської та асиметричної війни. Термін підготовки резервістів збільшено до двох тижнів з 5-7 днів. У 2022 році кількість резервістів становила 2,31 млн осіб. Російське вторгнення в Україну у 2022 році посилило підтримку та розуміння громадськістю ефективності добре підготовлених і оснащених резервів.
Військові під час канікул проводять збори бойової підготовки для старшокласників.

## Організація

### Види та структура
У безпосередньому підпорядкуванні Генерального штабу на чолі з начальником Генерального штабу, який підпорядковується цивільному командному складу під керівництвом міністра оборони та президента РК, безпосередньо підпорядковані наступні командування:
- Сухопутні війська Китайської Республіки (ROCA)
- Військово-морські сили Китайської Республіки (ROCN)
  - Морська піхота Китайської Республіки (ROCMC)
- Повітряні сили Китайської Республіки (ROCAF)
- Військова поліція Китайської Республіки (ROCMP)

Адміністрація берегової охорони була створена в 2001 році з пов'язаних поліцейських і військових підрозділів і управляється виконавчим юанем і може бути включена як військова гілка під час надзвичайних ситуацій, але здебільшого залишається під цивільним контролем.
У складі збройних сил Республіки Китай (армія, флот, повітряні сили) також існують об'єднані служби, такі як політичні військові сили, зв’язківці, військові медики, адміністративні сили, фінанси тощо. Посада заступника головнокомандувача Об’єднаними силами існує в збройних силах Республіки Китай. Останньою відомою особою, яка обіймала цю посаду, був мусульманський генерал-лейтенант Ма Чін-Чіанг.
Див. також: Об'єднане командування логістики (Китайська Республіка)

## Закупівля та розробка озброєння

### Закупівлі озброєння

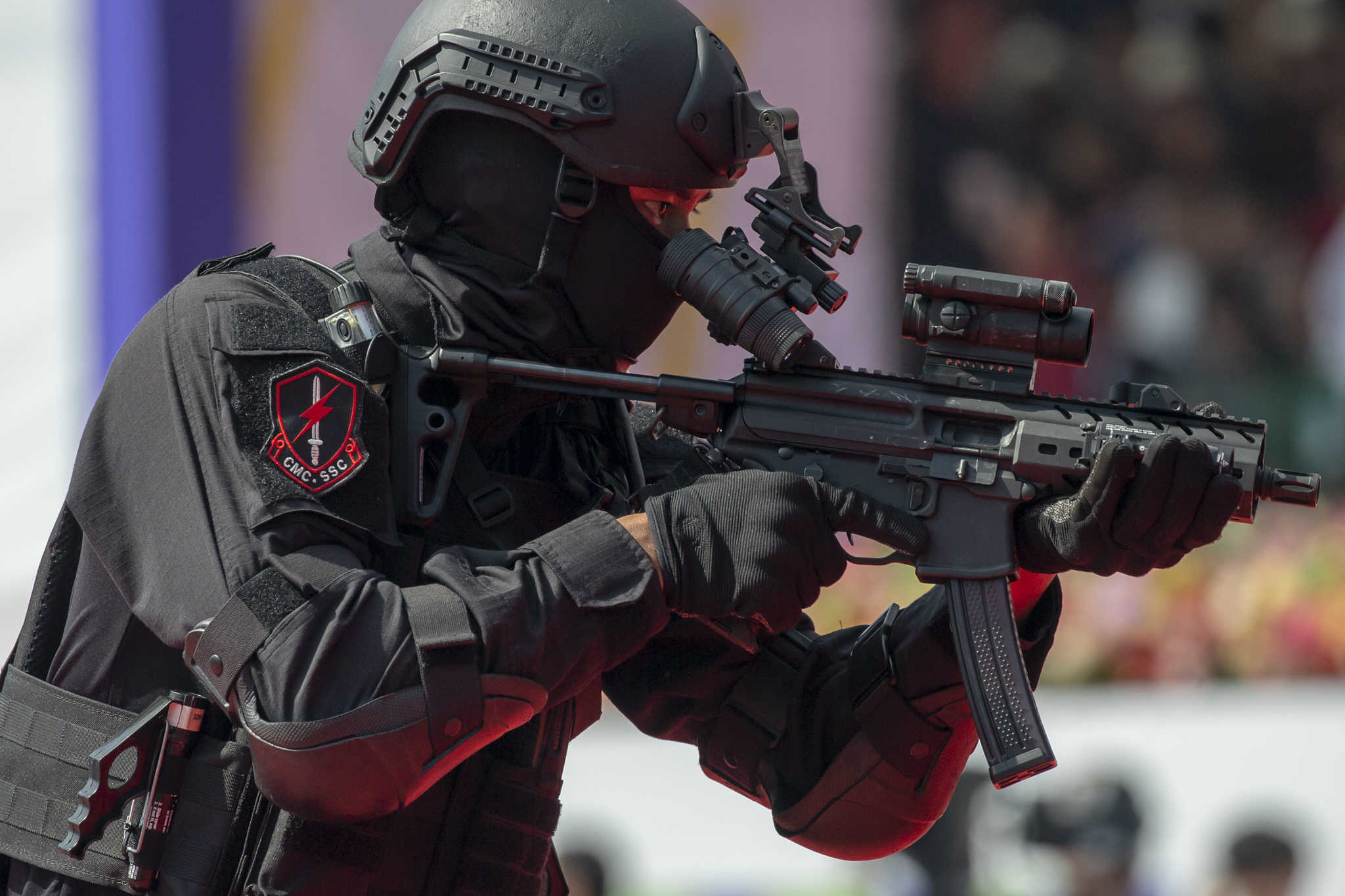
Оператор роти спеціальної служби морської піхоти РК з SIG MPX

Придбання протягом наступних кількох років будуть спрямовані на сучасне обладнання C 4 ISR, яке значно покращить зв’язок і обмін даними між службами. Ці та інші заплановані придбання поступово перенесуть стратегічний акцент острова на офшорні дії сил вторгнення КНР. Є надія, що це допоможе зменшити жертви серед цивільного населення та пошкодження інфраструктури у разі збройного конфлікту.
Збройні сили РПЦ оснащені зброєю, отриманою в основному із США, Франції, Великої Британії та Нідерландів.
У липні 2007 року було повідомлено, що армія РК запросить придбання 30 ударних гелікоптерів AH-64D II Apache на основі оборонного бюджету на 2008 рік. Газета United Daily News повідомили, що також буде замовлено 90 гелікоптерів UH-60 Black Hawk для заміни UH-1H, які перебувають на озброєнні.
У серпні ROC запросила 60 ракет AGM-84L Harpoon Block II, 2 блоки керування наведенням Harpoon, 30 контейнерів Harpoon, 30 ракет повітряного пуску Harpoon подовженого типу, 50 комплектів модернізації Harpoon від AGM -84G до конфігурації AGM-84L та інші відповідні елементи логістики та програмної підтримки загальною вартістю дол. США125 мільйонів. Уряд Сполучених Штатів заявив про схвалення розпорядження, повідомивши Конгрес Сполучених Штатів про потенційний продаж.
У середині вересня 2007 року Пентагон повідомив Конгрес США про замовлення P-3C Orion, яке включало 12 Orion і три «запасних літака», а також замовлення на 144 ракети SM-2 Block IIIA. Загальна вартість 12 P-3C Orions оцінюється приблизно в 1,96 мільярда доларів США та 272 мільйони доларів США за 144 ракети SM-2. A contract was awarded to Lockheed Martin to refurbish the 12 P-3C Orion aircraft for the ROC on 2009-03-13, with deliveries to start in 2012.
У середині листопада 2007 року Пентагон повідомив Конгрес США про можливий продаж для модернізації наявних у РК трьох ракетних батарей Patriot до стандарту PAC-3. Загальна вартість оновлення може скласти 939 мільйонів доларів.
3 жовтня уряд США оголосив, що планує продати зброї на суму 6,5 мільярдів доларів до Республіки Китай, припинивши заморожування продажу зброї до Республіки Китай. Плани включають 30 ударних гелікоптерів AH-64D Block III Apache Longbow з датчиками нічного бачення, радаром на суму 2,5 мільярда доларів, 174 ракети повітря-повітря Stinger Block I, 1000 ракет AGM-114L Hellfire, ракети PAC-3 (330), 4 ракетні батареї, радіолокаційні комплекси, наземні станції та інше обладнання вартістю до 3,1 млрд дол. Було також включено оновлення 4 літаків E-2T до E-2C Hawkeye 2000 вартістю до 250 мільйонів доларів. Ракети Harpoon Block II (32) для підводних човнів на суму 200 мільйонів доларів США також будуть доступні для продажу, різні запасні частини для літаків на суму 334 мільйони доларів США та 182 ракети Javelin із 20 командними пусковими установками Javelin.
Однак у продаж озброєнь не входили нові винищувачі F-16 C/D, техніко-економічне обґрунтування дизель-електричних підводних човнів або гелікоптери UH-60 Black Hawk. Білий дім відмовився продати 66 винищувачів F-16C/D, оскільки Тихоокеанське командування США не відчуває потреби в продажу новітнього озброєння Республіці Китай.
29 січня 2010 року уряд США надісла Конгресу США п'ять повідомлень про продаж зброї республіці Китай, двох міношукачів класу Osprey за 105 мільйонів доларів (усі цифри в доларах США), 25 терміналів Link 16 на кораблях за 340 мільйонів доларів, двох корабельних і двох повітряних ракет Harpoon L/II за 37 мільйонів доларів, 60 UH-60M та інші супутні товари за 3,1 мільярда доларів і три батареї PAC-3 із 26 пусковими установками та 114 ракетами PAC-3 за 2,81 мільярда доларів, на загальну суму 6,392 мільярда доларів.
Зусилля РК із закупівлі зброї постійно стикаються з опозицією КНР.

### Локальні військові розробки

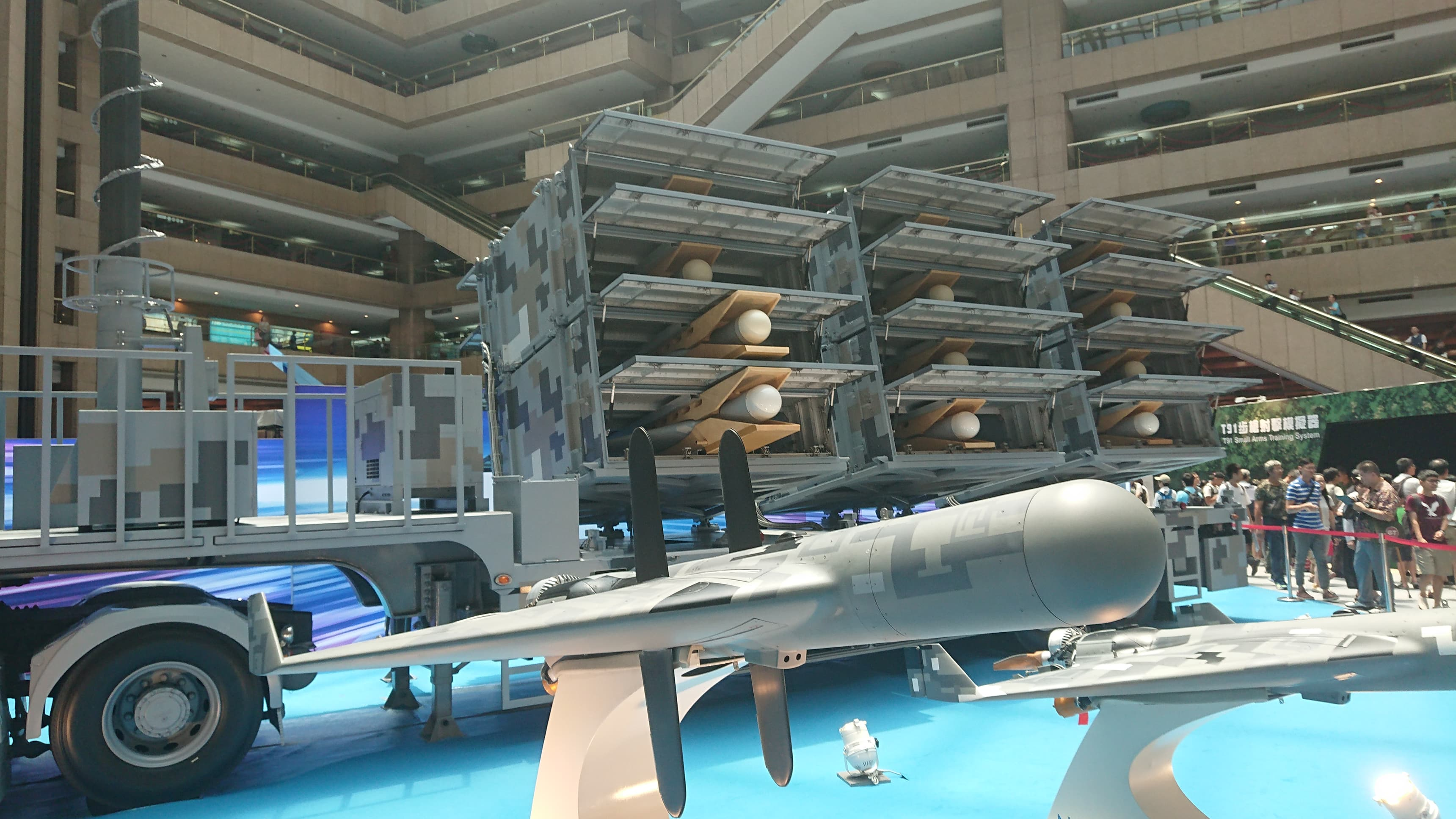
баражуючий боєприпас NCSIST Chien Hsiang

Легке військове озброєння, як правило, управляється Бюро озброєнь Міністерства національної оборони, чий 205-й арсенал (第205廠) відповідає за розробку та виробництво легкої зброї, такої як штурмова гвинтівка T65, легкий кулемет T75, штурмова гвинтівка T86, штурмова гвинтівка T91, пістолет T75, різні типи куль тощо.
Військові також наголошують на військовій «самостійності», що призвело до зростання місцевого військового виробництва, виробляючи такі предмети, як Національний оборонний винищувач РК, реактивну систему залпового вогню Thunderbolt 2000, броньовану машину CM-32 Yunpao, ЗРК Sky Bow II і Sky Bow III і протикорабельні ракети серії Hsiung Feng.

## Реформи та розвиток

### Цивільний контроль

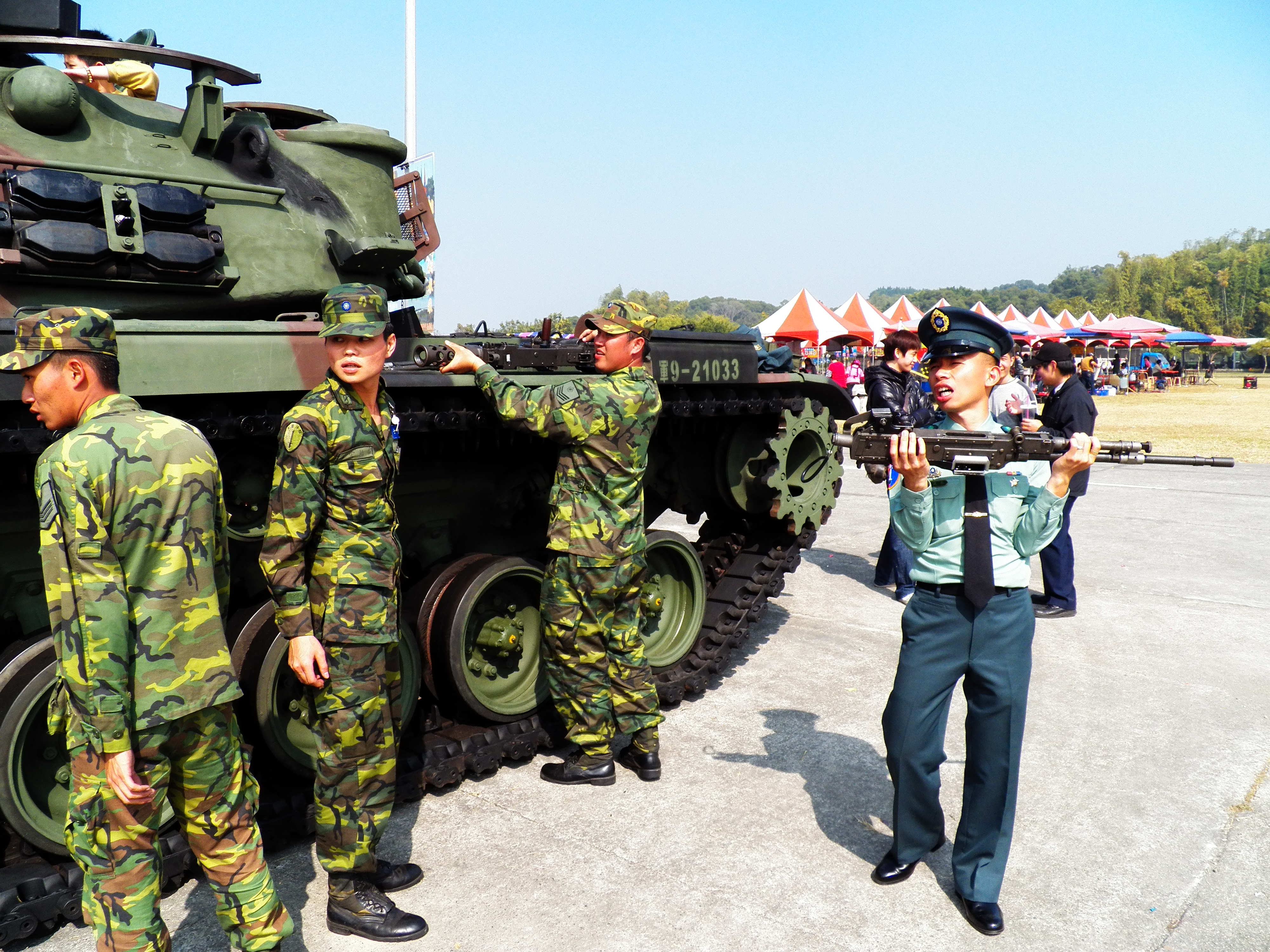
солдати СВ РК знімають кулемети з танка СМ-12

Сучасні збройні сили РК побудована на основі західних військових систем, переважно армії США. Внутрішньо вони мають вид/відділ політичних воєн, який жорстко контролює та спостерігає за кожним рівнем збройних сил РК і підпорядковується безпосередньо Генеральному штабу збройних сил РК, а за потреби — безпосередньо президенту РК. Це пережиток епохи до 1949 року, коли у Гоміньдан та його армію неодноразово проникали комуністичні агенти, що призводило до того, що підрозділи на передовій перебігали до комуністичного Китаю. Щоб зміцнити свій контроль над армією та запобігти масовій втечі після відступу на Тайвань у 1949 році, CKS і CCK застосували жорсткий контроль над армією, призначивши політичних офіцерів і комісарів до рівня роти, щоб забезпечити політичну коректність у війську та лояльність до керівництва РК. Це надавало політичним офіцерам/комісарам велику владу, дозволяючи їм відмінити наказ командира підрозділу та взяти на себе управління підрозділом. Лише в останні роки департамент політичних воєн (через скорочення) зменшив свою владу в армії РК.
Два закони про оборонну реформу, запроваджені в 2002 році, надали цивільному міністру оборони контроль над усією армією та вперше в історії розширили повноваження законодавчого контролю. У минулому армія РПЦ була тісно пов’язана з Гоміньданом (націоналістичною партією) і контролювалася нею. Після демократизації 1990-х років армія перейшла на політично нейтральну позицію, хоча у 2001 році в старших офіцерських званнях домінували члени Гоміндан.

### Боротьба з корупцією
Наприкінці липня 2023 року, Комісія з дисципліни та аудиторське управління Центральної військової ради (ЦВС) Китаю розпочали розслідування щодо командувача ракетних військ та двох його заступників. За даними агентства South China Morning Post, розслідування щодо генералів розпочалося у березні поточного року, а цього місяця свою посаду залишив міністр оборони КНР Вей Фенхе, який до цього був першим головкомом Ракетних військ після їх створення.

### Доктрина та навчання

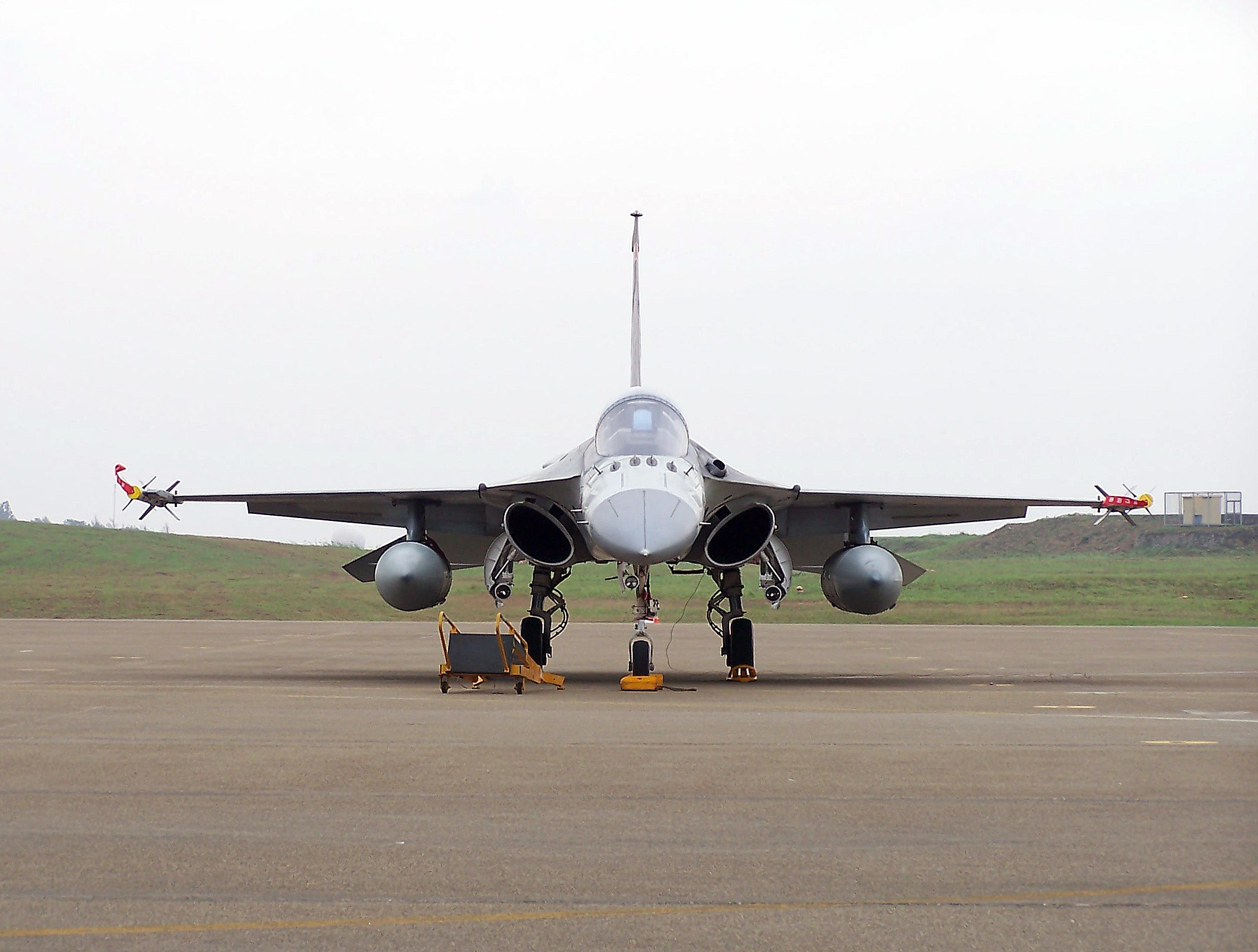
ROCAF національний винищувач AIDC F-CK

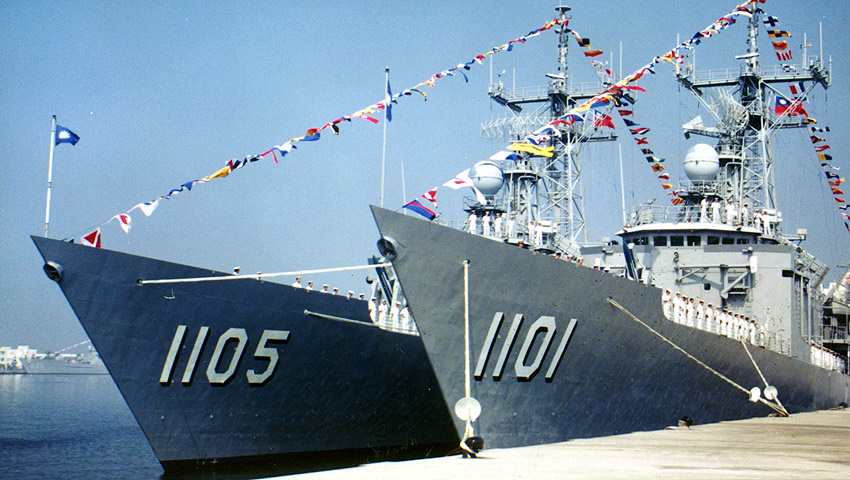
ROCN Фрегат тиу Ченг Кунг

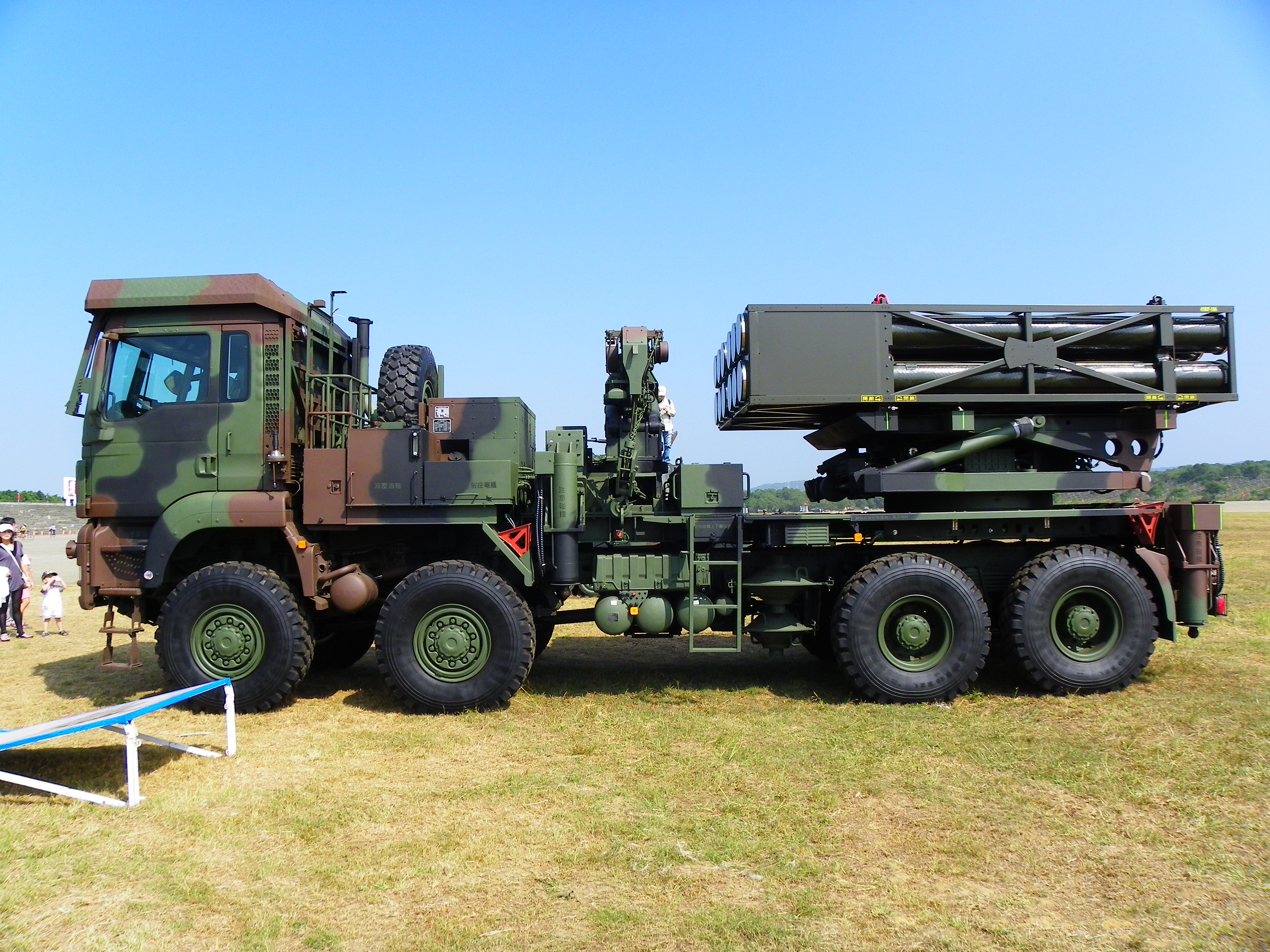
ROCA Thunderbolt-2000

Основна мета Збройних сил Республіки Китай - забезпечити надійний стримуючий фактор проти ворожих дій шляхом створення ефективного контрудару та оборонного потенціалу. Військова доктрина Республіки Китай у 2004 році була зосереджена на принципі «офшорного залучення», згідно з яким головною метою збройних сил у будь-якому конфлікті з КНР було б утримати якомога довше бойові дії від власне Тайваню, щоб мінімізувати шкоду для інфраструктури та жертв серед цивільного населення. Станом на 2004 рік військові також почали серйозно сприймати загрозу раптової «атаки обезголовлення» з боку КНР. Отже, зростав наголос на ролі ВМС і ПС (де армія традиційно домінувала); а також розвиток сил швидкого реагування та швидка мобілізація місцевих резервних сил.
Станом на 2021 рік наголошувалося на підготовці електронної боротьби із запровадженням значних наступальних і оборонних можливостей.
Навчання Han Kuang Exercise — це щорічні військові навчання Збройних сил Республіки Китай для приведення в бойову готовність у разі нападу Народно-визвольної армії.

### Стратегія
КНР прибрла фразу «мирний» з офіційних урядових документів щодо планів повернення Тайваню.  Хоча армія РК раніше була домінуючою силою, перехід до оборонної орієнтації змінив важливість військово-морського флоту та авіації для ведення більшості боїв подалі від населених пунктів. Враховуючи нинішню бюджетну та чисельну перевагу китайської армії, Тайвань перейшов до асиметричної системи антидоступ/відмова в зоні, щоб поставити під загрозу здатність Китаю діяти в Тайванській протоці, а не намагатися порівняти свою силу. RoCN, яка колись була найбільш знехтуваною силою, стала найважливішою для перемоги над флотом вторгнення. Боротьба з ворожим флотом і потоплення транспортних кораблів призвели б до знищення великої кількості наземних сил вторгнення та назавжди погіршили б десантні можливості. Надводні кораблі в основному складаються з есмінців з керованими ракетами та фрегатів, а також чотирьох десятків невеликих, швидких ракетних катерів для знищення набагато більших китайських надводних і десантних кораблів. RoCAF оптимізований для забезпечення переваги в повітрі і колись був найсильнішим із двох країн, але поточні китайські інвестиції в технології зробили Китай набагато більш спроможним конкурувати за повітряний простір. Повітряні бази, ймовірно, піддадуться ударам китайських звичайних балістичних ракет у зоні дії острова. Тайвань має обладнання для забезпечення роботи відкритих баз під час обстрілу за допомогою систем ремонту злітно-посадкової смуги та мобільних систем ремонту літаків. Існує дві підземні авіабази, які використовуються RoCAF: База ПС Чіашань, розташована в видовбаній горі, яка може захистити 200 винищувачів, і Авіабаза Чіххан, яка може захистити 80 літаків. RoCAF керує загальнонаціональною мережею протиповітряної оборони для ураження цілей будь-де над материком; деякі зенітно-ракетні батареї також розташовані в підземних шахтах. Армія буде воювати лише в тому випадку, якщо китайським силам вдасться висадитися, і вестиме асиметричну війну. У 2014 році міністр національної оборони Тайваню Єнь Мін вважав, що країна зможе стримати китайське вторгнення принаймні один місяць. 
Наприкінці 2010-х років армія Тайваню прийняла нову стратегію під назвою Загальна концепція оборони (ODC), згідно з The Diplomat. «Коротше кажучи, ODC є цілісно інтегрованою стратегією для керівництва розвитком військових сил Тайваню та спільних операцій, підкреслюючи існуючі природні переваги Тайваню, цивільної інфраструктури та засоби асиметричної війни. Він призначений для стримування та, якщо необхідно, перемоги над вторгненням Народно-визвольної армії Китаю (НВАК)». У 2021 році міністр оборони Чіу Куо-чен сказав, що «я завжди кажу своїм колегам припинити запитувати: «Скільки днів нам потрібно протриматися?» Питання полягає в тому, «скільки днів Китай хоче воювати?» Ми будемо складати їм компанію стільки днів, скільки вони захочуть битися».